# Spielberg (Brachttal)
Spielberg ist neben Schlierbach, Udenhain, Hellstein, Neuenschmidten, und Streitberg einer der sechs Ortsteile der Gemeinde Brachttal im osthessischen Main-Kinzig-Kreis.

## Geographische Lage
Spielberg liegt im südlichen Vogelsberg. Durch den Ort führt die Landesstraße 3314, die eine Verbindung zum Ortsteil Streitberg im Norden zum Ortsteil Wittgenborn der Nachbargemeinde Wächtersbach im Süden herstellt.

## Geschichte

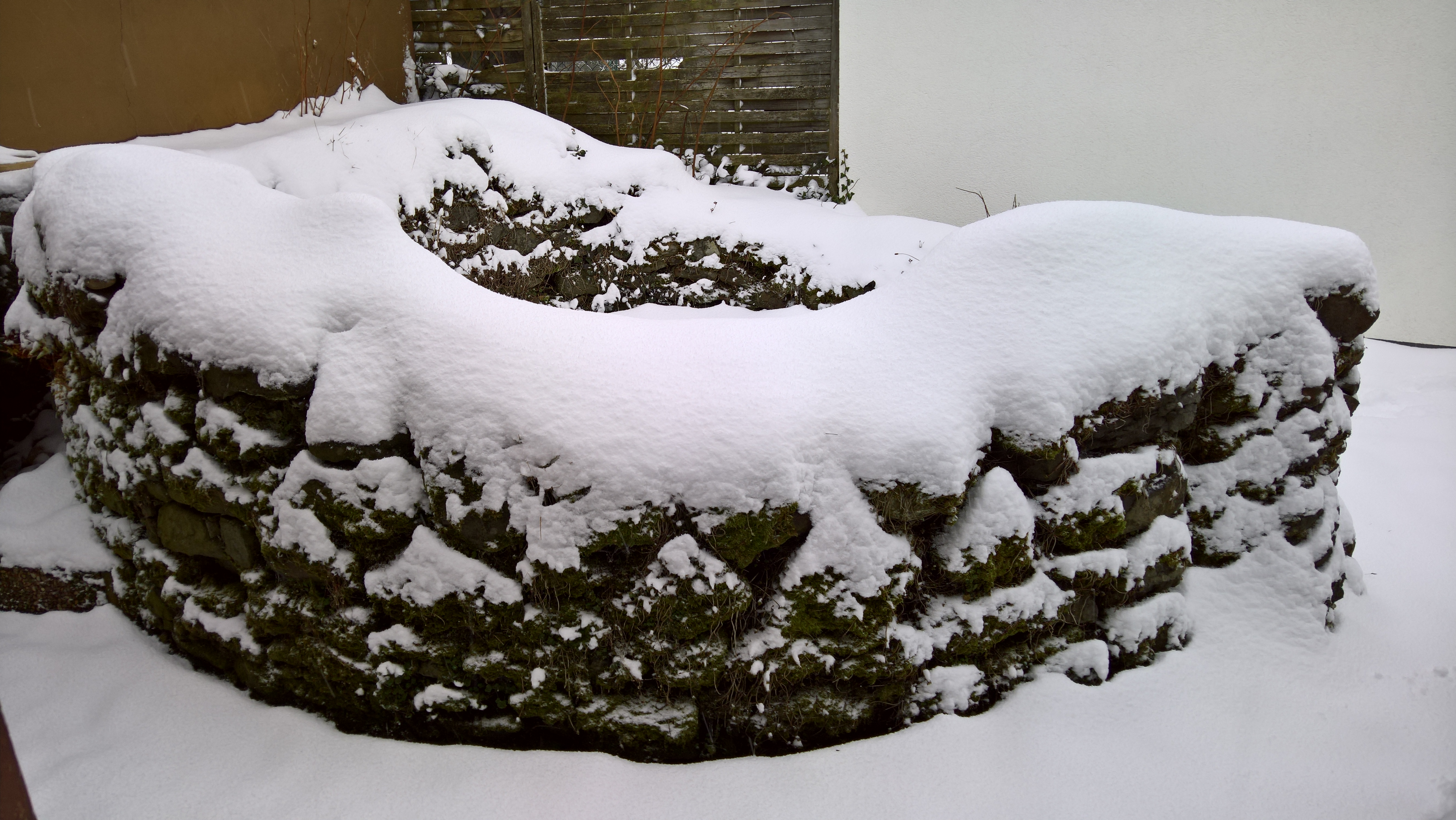
Turmfuß des Burgstalles Spyelberg

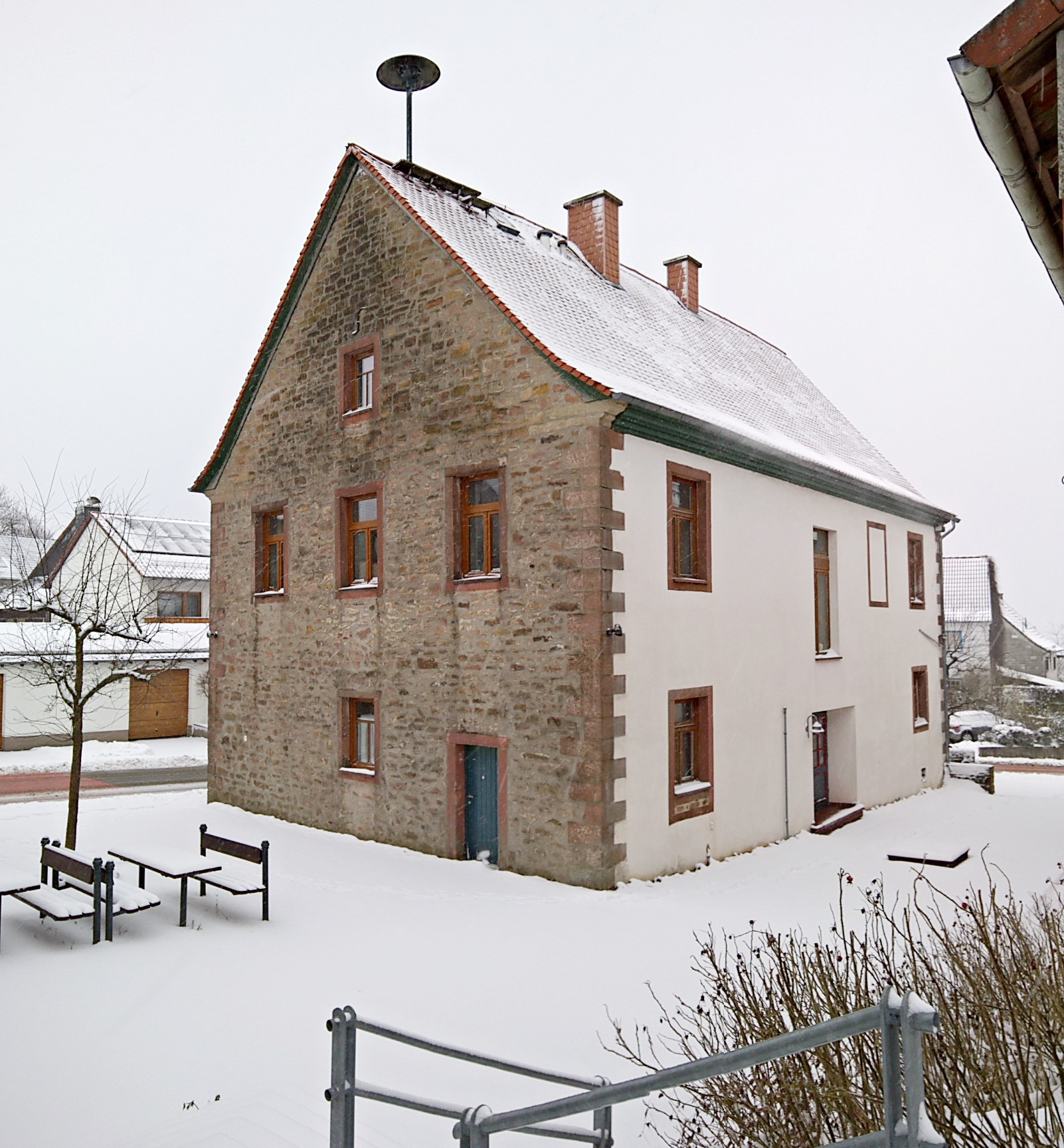
Das ehemalige Isenburgsche Amtshaus und heutige Brachttal-Museum

Die älteste bekannte schriftliche Erwähnung von Spielberg erfolgte im Jahr 1258 unter dem Namen „Spegelberg“ im Urkundenbuch der Herren von Hanau. Weitere historische Erwähnungen erfolgen unter den Ortsnamen (in Klammern das Jahr der Erwähnung): de Spiegelberg (1313) und Spyelberg (1356). Der Ursprung des Namens ist nicht bekannt. Vom Ortsnamen leitet sich der Name der Spielberger Platte für die Kleinregion ab.
1365 wurde die Burg Spielberg genannt, im Zusammenhang mit dem Verkauf von Teilen des Büdinger Waldes durch die Herren von Trimberg an Heinrich von Ysenburg und seine Familie. Es handelte sich um eine kleine Anlage vom Typ Niederungsburg, „vielleicht mit Fachwerk-Obergeschoss, auf einem flachen Hügel erbaut, gesichert durch einen annähernd runden Wassergraben, vielleicht mit einem Wall, eher einer palisadenartigen Umwehrung“. Im Laufe der Jahrhunderte hatte die Burg vielerlei Zweckbestimmungen, von Amtsburg über Jagdstation (beides im 15. Jahrhundert), bis hin zum Witwensitz (16. Jahrhundert).
„Obwohl Spielberg nicht in die erste Reihe der ysenburgischen Schlösser gehörte“, wurde es immer instand gehalten und ausgestattet. „Am 8. Mai 1624 kam es durch Leichtsinn … zu einem verheerenden Brand“, bei dem Schloss und 46 Häuser verbrannten. Wenngleich weiterhin Arbeiten am Schloss erwähnt werden, erholte es sich nicht mehr. Heute sind nur noch Stumpfreste eines kleinen Rundturmes in der Dorfmitte erhalten.
1689 wurde das Gericht Spielberg von Udenhain abgetrennt; die Gemeinde erhielt auch eine eigene Pfarrei.
Vom Mittelalter bis ins 19. Jahrhundert hatte der Ort Waldrechte (Holz- und Huterechte) im Büdinger Wald.
Zum 1. Februar 1971 wurde bis dahin selbständige Gemeinde Spielberg im Zuge der Gebietsreform in Hessen auf freiwilliger Basis in die im Vorjahr neu gebildete Gemeinde Brachttal eingemeindet. Für Spielberg, wie für alle eingegliederten ehemals eigenständigen Gemeinden von Brachttal, wurde ein Ortsbezirk mit Ortsbeirat und Ortsvorsteher nach der Hessischen Gemeindeordnung gebildet.

## Bevölkerung
Einwohnerstruktur 2011
Nach den Erhebungen des Zensus 2011 lebten am Stichtag dem 9. Mai 2011 in Spielberg 513 Einwohner. Darunter waren 15 (2,9 %) Ausländer. Nach dem Lebensalter waren 84 Einwohner unter 18 Jahren, 195 zwischen 18 und 49, 150 zwischen 50 und 64 und 87 Einwohner waren älter. Die Einwohner lebten in 216 Haushalten. Davon waren 57 Singlehaushalte, 60 Paare ohne Kinder und 81 Paare mit Kindern, sowie 15 Alleinerziehende und 3 Wohngemeinschaften. In 39 Haushalten lebten ausschließlich Senioren und in 144 Haushaltungen lebten keine Senioren.
Einwohnerentwicklung
| Spielberg: Einwohnerzahlen von 1834 bis 2020 | Spielberg: Einwohnerzahlen von 1834 bis 2020 | Spielberg: Einwohnerzahlen von 1834 bis 2020 | Spielberg: Einwohnerzahlen von 1834 bis 2020 | Spielberg: Einwohnerzahlen von 1834 bis 2020 |
| --- | -------------------------------------------- | -------------------------------------------- | -------------------------------------------- | -------------------------------------------- |
| Jahr |                                              |                                              |                                              | Einwohner                                    |
| 1834 | 1834                                         |                                              | 504                                          | 504                                          |
| 1840 | 1840                                         |                                              | 451                                          | 451                                          |
| 1846 | 1846                                         |                                              | 495                                          | 495                                          |
| 1852 | 1852                                         |                                              | 479                                          | 479                                          |
| 1858 | 1858                                         |                                              | 438                                          | 438                                          |
| 1864 | 1864                                         |                                              | 436                                          | 436                                          |
| 1871 | 1871                                         |                                              | 446                                          | 446                                          |
| 1875 | 1875                                         |                                              | 459                                          | 459                                          |
| 1885 | 1885                                         |                                              | 494                                          | 494                                          |
| 1895 | 1895                                         |                                              | 521                                          | 521                                          |
| 1905 | 1905                                         |                                              | 530                                          | 530                                          |
| 1910 | 1910                                         |                                              | 533                                          | 533                                          |
| 1925 | 1925                                         |                                              | 538                                          | 538                                          |
| 1939 | 1939                                         |                                              | 519                                          | 519                                          |
| 1946 | 1946                                         |                                              | 680                                          | 680                                          |
| 1950 | 1950                                         |                                              | 686                                          | 686                                          |
| 1956 | 1956                                         |                                              | 615                                          | 615                                          |
| 1961 | 1961                                         |                                              | 550                                          | 550                                          |
| 1967 | 1967                                         |                                              | 534                                          | 534                                          |
| 1970 | 1970                                         |                                              | 546                                          | 546                                          |
| 1980 | 1980                                         |                                              | ?                                            | ?                                            |
| 1990 | 1990                                         |                                              | ?                                            | ?                                            |
| 2000 | 2000                                         |                                              | ?                                            | ?                                            |
| 2011 | 2011                                         |                                              | 513                                          | 513                                          |
| 2020 | 2020                                         |                                              | 496                                          | 496                                          |
| Datenquelle: Historisches Gemeindeverzeichnis für Hessen: Die Bevölkerung der Gemeinden 1834 bis 1967. Wiesbaden: Hessisches Statistisches Landesamt, 1968. Weitere Quellen: ; Zensus 2011 |                                              |                                              |                                              |                                              |

Historische Religionszugehörigkeit
| • 1885: | 486 evangelische (= 98,38 %), vier katholische (= 0,81 %), vier jüdische (= 0,81 %) Einwohner |
| • 1961: | 484 evangelische (= 88,00 %), 61 katholische (= 11,09 %) Einwohner                            |

## Politik
Für Spielberg besteht ein Ortsbezirk (Gebiete der ehemaligen Gemeinde Spielberg) mit Ortsbeirat und Ortsvorsteher nach der Hessischen Gemeindeordnung. Der Ortsbeirat besteht aus fünf Mitgliedern. Seit den Kommunalwahlen 2016 gehören alle der Bürgerliste an. Die Ortsvorsteherin ist Katrin Nagelschmidt, ihr Stellvertreter Torsten Plaschke.

## Religion

### Kirchengemeinden

#### Evangelisch
Zur evangelischen Kirchengemeinde Spielberg gehören auch Streitberg und Leisenwald. Im Jahr 2016 fusionierte die Kirchengemeinde Spielberg mit der Kirchengemeinde Waldensberg zur neuen evangelischen Kirchengemeinde Spielberg-Waldensberg. Seither besteht die Kirchengemeinde aus den vier Orten Leisenwald, Spielberg, Streitberg und Waldensberg. Das Pfarrhaus befindet sich in Spielberg. Es gibt jeweils eine Kirche in Spielberg und in Waldensberg.

#### Katholisch
Für die geistliche Betreuung der katholischen Bevölkerung der Gemeinde ist die Pfarrei Mariä Himmelfahrt in Wächtersbach zuständig. 1959 entstand mit der neu gebauten Herz-Jesu-Kirche in Schlierbach eine zweite katholische Kirche in der Region. Im Jahr 2006 wurde Brachttal insgesamt dem Pastoralverbund St. Jakobus Vogelsberg-Spessart eingegliedert. Zu ihm gehören die Pfarreien: St. Peter Paul in Wirtheim, Mariä Himmelfahrt in Wächtersbach mit Herz-Jesu in Schlierbach, Mariae Heimsuchung in Birstein und Mariae Geburt in Bieber.

### Kirche

#### Der Bau
Die Nennung einer Sankt Jakobs Kapelle in Spielberg um 1500 ist die älteste Erwähnung eines Gotteshauses in diesem Ort. Von dieser Kapelle überdauerte eine Marienglocke noch bis zum Ersten Weltkrieg. Im Jahr 1916 fiel sie dem Kanonenguss zum Opfer.
Im Jahr 1727 wurde die heutige Kirche fertiggestellt. Daran erinnert der Text auf einer Sandsteintafel an der Nordseite der Kirche. Auf die Stifter der Kirche verweist das Allianzwappen von Ferdinand Maximilian II. von Ysenburg Wächtersbach und seiner Gemahlin Ernestine Wilhelmine Gräfin von Stolberg Gedern über dem Eingang auf der Westseite der Kirche. Auch das geschwungene Monogramm des Grafen „FMW“ an der Südseite ist dem Kirchenpatron gewidmet. Einfache Bogenfenster erhellen das Innere. Das schlichte Natursteingebäude trägt in seiner Kargheit typische Züge eines reformierten Gotteshauses.

#### Die Ausstattung
Ein mittschiffs angesetzter achteckiger Dachreiter ersetzt einen Glockenturm. Er wird durch eine geschweifte Haube gekrönt. Die drei vorhandenen Glocken stammen aus den Jahren 1755, 1920 und 1953. Eine Ratzmann-Orgel von 1850 auf der Orgelempore, wird von zwei weiteren Emporen (früher nur für Männer reserviert) flankiert.
Beeindruckend und dominant steht hinter dem steinernen Altar die Kanzel. Der Taufstein, gestiftet von Fürst Otto Friedrich von Ysenburg, ist relativ jung (1978). Alt dagegen ist das Taufgerät, bestehend aus einer Schale mit Inschrift und einer Kanne; sie stammt noch aus dem 15. Jahrhundert und damit aus der Sankt Jakobs Kapelle.

## Kultur und Sehenswürdigkeiten

### Bildung

#### Kindertagesstätten
Der nahe Kindergarten Regenbogen im Ortsteil Neuenschmidten verfügt über 3 Gruppen in dem bis zu 55 Kinder ab 3 Jahren bis zum Schulbeginn betreut werden.

#### Schulen
Die Eröffnung einer neuen, mehrere Orte übergreifenden Schule in Neuenschmidten am 12. Januar 1961 und schon bald (1966) deren erste Erweiterung, war für Spielberg ein Signal zum Schließen der einklassigen Ortsschule. Die Schule in Neuenschmidten entwickelte sich nach und nach von einer Schule mit Primar- und Sekundarstufe zu einer reinen Grundschule. Zu deren Einzugsbereich zählten bald nicht nur die drei Talgemeinden Brachttals, sondern auch die gesamte Spielberger Platte mit Streitberg, Spielberg sowie die drei Wächtersbacher Berggemeinden Wittgenborn, Waldensberg und Leisenwald.
Die erste weiterführende Schule ist die im Stadtzentrum von Wächtersbach befindliche kooperative Gesamtschule, die Friedrich-August-Genth-Schule. Spielberg und die anderen Brachttaler Ortsteile sind, ebenso wie die Wächtersbacher Ortsteile, mit Buslinien an dieses Schulzentrum angebunden. Für den gymnasialen Abschluss steht das Grimmelshausen-Gymnasium Gelnhausen zur Verfügung.

### Bauwerke
- Im Gebäude des ehemaligen Isenburgischen Amtshauses und der ehemaligen Volksschule hat der Museums- und Geschichtsverein Brachttal e. V. ein Museum eingerichtet. Dort ist ständig eine Ausstellung zur Waechtersbacher Keramik zu sehen. Als Modell ist im Museum die Vogelsberger Südbahn dargestellt[15].

### Dolles Dorf
Im September 2016 war Spielberg als „Dolles Dorf der Woche“ im Hessischen Rundfunk zu sehen.

## Infrastruktur und Wirtschaft

### Verkehrsanbindung

#### Straße
Durch den Ort führt die Landesstraße 3314, die eine Verbindung zum Ortsteil Streitberg im Norden und Wittgenborn, einem Ortsteil der Nachbargemeinde Wächtersbach im Süden herstellt. Die Kreisstraße (K 917) führt nach Schächtelburg und zum Ortsteil Neuenschmidten. Der nächste Autobahnanschluss ist Bad Orb-Wächtersbach (AS 45) an der A 66 (Frankfurt–Fulda).

#### Bahn
Der nächste Bahnhof befindet sich in Wächtersbach an der Bahnstrecke Frankfurt–Göttingen. Hier verkehrt die Regionalbahn, im Bereich Wächtersbach–Frankfurt im Stundentakt. Der Bahnhof ist behindertengerecht ausgebaut.

### Nahverkehr
Ganzjährig verkehrt in Spielberg die Buslinien MKK 73 der KVG. Sie schafft im Verbund mit den weiteren Linien, wie z. B. der MKK 71 und MKK 72 öffentliche Verkehrsanschlüsse zu allen Ortsteilen der Gemeinde Brachttal, nach Wächtersbach mit der Kinzigtalbahn (Hessen) (Bahnhof Wächtersbach) sowie nach Bad Soden-Salmünster, weiterhin zum Bahnhof Gelnhausen. Es gilt der Tarif des Rhein-Main-Verkehrsverbundes.

### Dorfgemeinschaftshaus und Festplatz
Spielberg verfügt über ein Dorfgemeinschaftshaus mit der Gaststätte „Keglerschänke“. Neben der kommunalen Nutzung kann die Einrichtungen auch für private Veranstaltungen aller Art, Familienfeiern, Präsentationen, Seminare und Ähnliches gebucht werden.

### Feuerwehr
Die Freiwillige Feuerwehr Spielberg wurde 1928 gegründet. 1978 kam eine Jugendfeuerwehr hinzu. Heute verfügt die Einsatzabteilung über 21 Personen, die Jugendfeuerwehr über 11 Personen und die Kindergruppe zählt 4 Mitglieder.
Die Einsatz- und Gefahrenschwerpunkte vor Ort liegen bei:
- Biogasanlage
- Reiterhof.

### Windkraft
In der Gemarkung Spielberg wurden im Sommer 2017 durch die in der Gemeinde ansässige Fa. Renertec drei Windkraftanlagen installiert. Je Einheit haben sie eine Spitzenleistung von 3,45 MW. Die Anlagen haben eine Nabenhöhe von 149 Meter und eine Rotorlänge von 63 Metern, sodass die Rotorspitzen eine Gipfelhöhe von 202 Metern erreichen. Der Stahlschaft hat im untersten Segment einen Durchmesser von sechs Metern. Die hier auf einer Höhe von fast 400 m NHN häufig wehenden Südwestwinde sorgen für fast 2000 Volllastnutzungsstunden der Anlagen.

## Freizeit und Sport

### Wandern
Durch Spielberg führt eine der „Spessartfährten“: Brachttaler Steingut-Panorama. Es ist einer von neun Rundwanderwegen seiner Art, längs des Spessartbogens und streift, bis auf Udenhain alle Ortsteile Brachttals. Der Wanderweg ist rund 12 km lang, wird als leicht eingestuft und berührt viele Sehenswürdigkeiten der Kommune Brachttal.